# Pilporslinsvinge
Pilporslinsvinge (Pheosia tremula) är en fjärilsart som beskrevs av Carl Alexander Clerck 1759. Pilporslinsvinge ingår i släktet Pheosia och familjen tandspinnare. Arten är reproducerande i Sverige. Inga underarter finns listade i Catalogue of Life.

## Bildgalleri

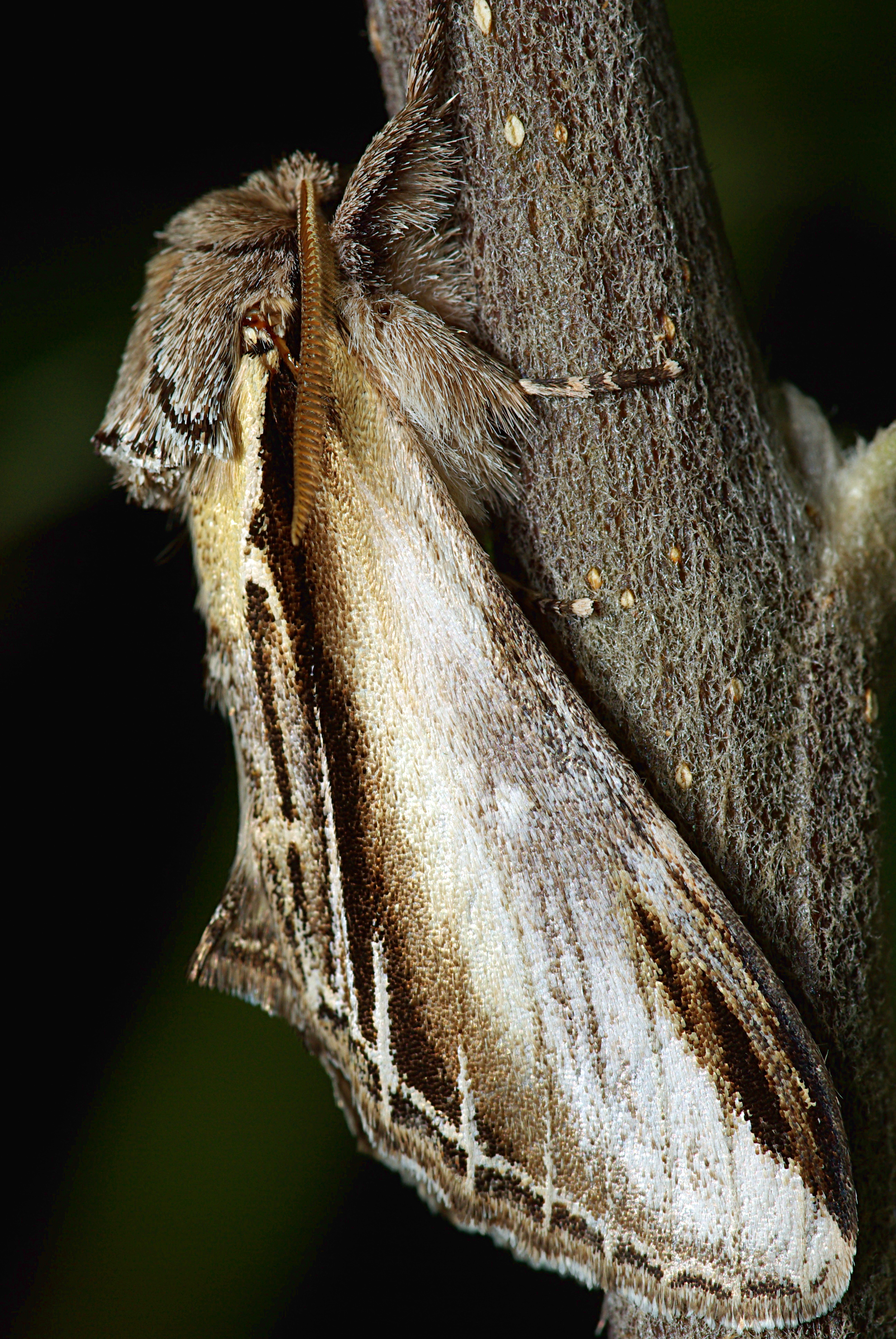